# Бизнеса Аугстскола Туриба
Би́знеса А́угстскола Ту́риба (латыш. Biznesa Augstskola Turība — «Высшая школа бизнеса „Достаток“») — железнодорожный остановочный пункт в рижском микрорайоне Зиепниеккалнс, на электрифицированной линии Рига — Елгава.

## Описание
Платформа расположена в 6 км от центрального вокзала города — станции Рига-Пассажирская, на границе микрорайонов Биерини и Атгазене, недалеко от городской черты.
Остановочный пункт был построен на средства вуза, от которого получил своё название, в 2003 году.